# Torne
Torne (szw. Torneälven, fiń. Tornionjoki, meänkieli Tornionväylä, sme. Duortnoseatnu) – rzeka główna w północnej Szwecji, w dolnym biegu graniczna z Finlandią, o długości 402 km.
Rzeka wypływa z jeziora Torneträsk w Górach Skandynawskich, płynie przez Wyżynę Lapońską, północną część Pobrzeża Zachodniobotnickiego. Pomiędzy fińskim Tornio a szwedzką Haparandą uchodzi do Zatoki Botnickiej (Morze Bałtyckie).
W środkowym biegu Torne tworzy bifurkację z rzeką Kalix, łącząc się z nią przez rzekę Tärendö.
Do ujścia Muonio przepływa przez terytorium szwedzkie, a dalej jest rzeką graniczną pomiędzy Finlandią i Szwecją, jednak na tym odcinku w całości należy do Finlandii.
Główne dopływy: 
- lewe: Vittangi, Lainio, Muonio;
- prawe: Pentäs.

Ważniejsze miejscowości nad Torne: Vittangi, Pajala, Pello, Övertorneå, Karungi, Haparanda, Tornio.